# Nakhtneith
Nakhtneith est une reine de l'Égypte antique, sous la Ire dynastie. Son nom signifie « forte est (la déesse) Neith ».

## Biographie
Nakhtneith (Nḫt-N.t) est une épouse du roi Djer. Elle est connue par une stèle trouvée à Abydos (stèle 95) où elle est enterrée près de son mari,. Sur la stèle, elle porte les titres de « Grande du sceptre hétaïre » (Wr.t-ḥts) et de « celle qui porte Horus » (Rmn-Ḥr.(w)). La stèle se trouve actuellement au Musée du Caire (JE 35005). Elle mesure 31,6 cm de haut sur 18,5 cm de large.